# Ouško kornoutovité
Ouško kornoutovité (Otidea onotica (Pers.) Fuckel, 1869) je jedlá houba z čeledi ohnivkovitých. Roste jako pozemní saprotrof v listnatých i jehličnatých lesích na humóznějších půdách od nížin do hor.
Vyskytuje se v Evropě a Severní Americe.

## Galerie

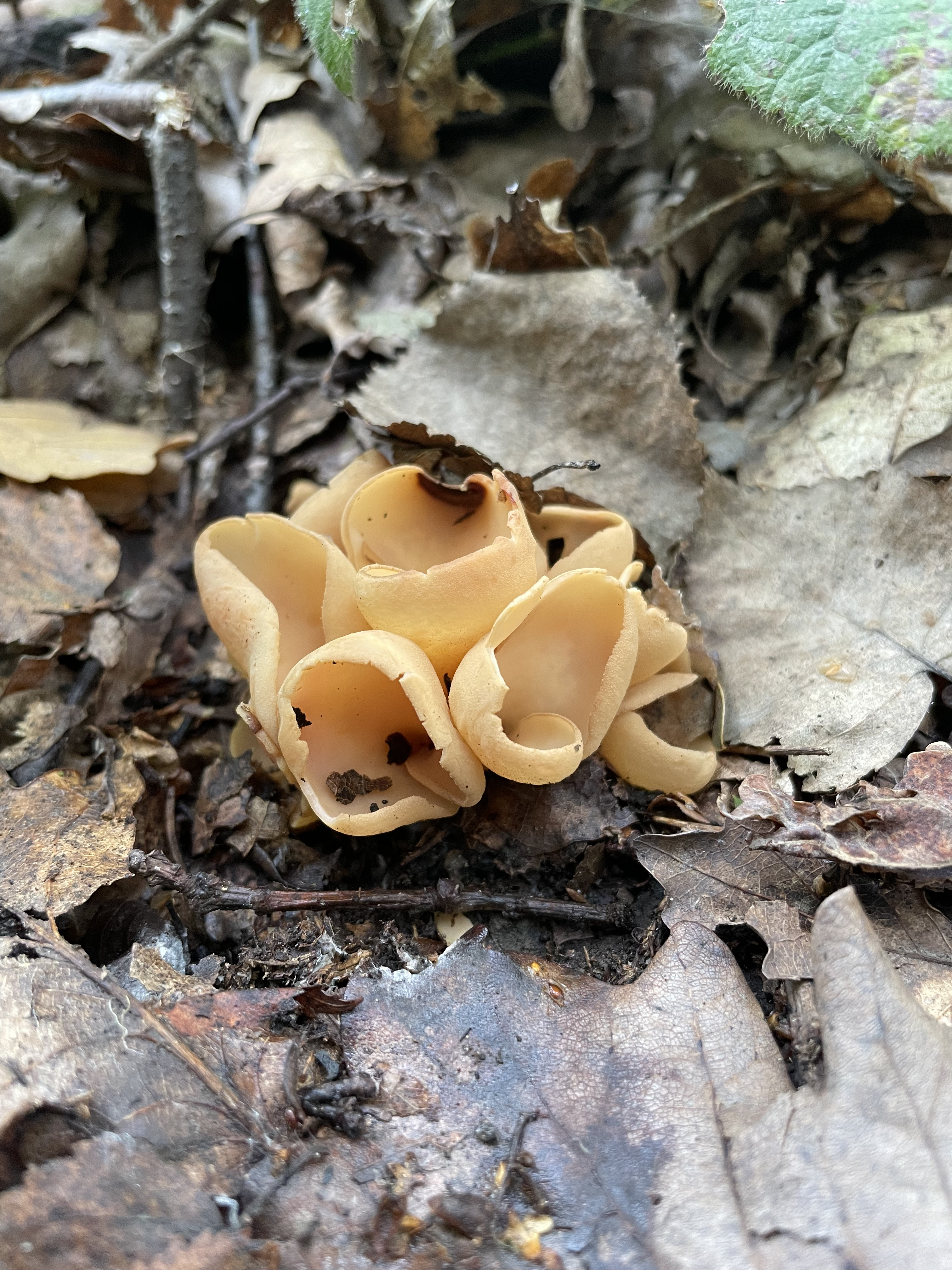
Plodnice

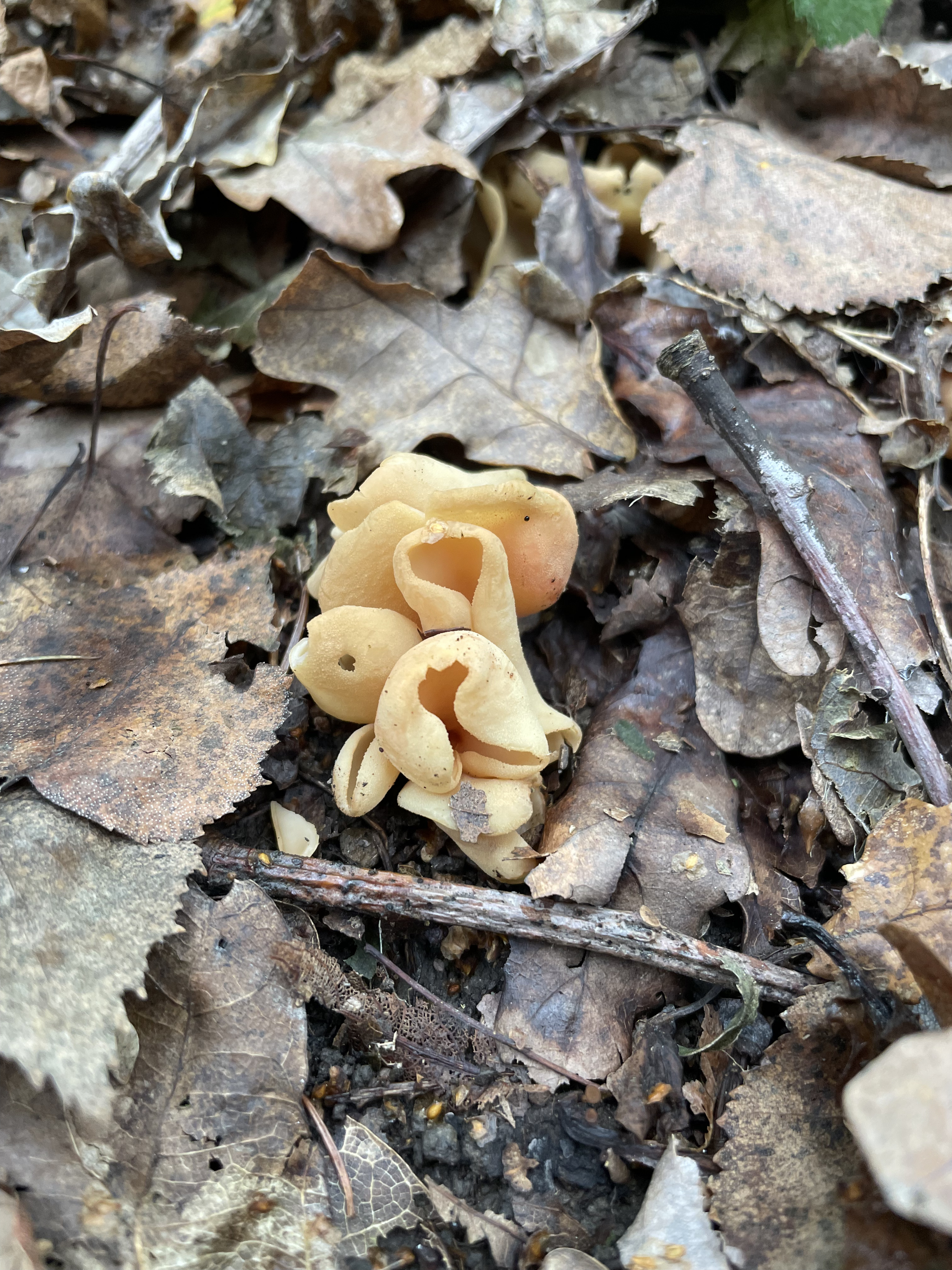
Plodnice